# Listă de jocuri dungeon crawl
Un dungeon crawl (cu sensul de furișare prin temniță) este un tip de scenariu din jocurile de rol de fantezie în care eroii străbat un mediu de tip labirint (o temniță), luptă cu diverși monștri, evită capcane, rezolvă puzzle-uri și jefuiesc orice comoară pe care o descoperă.
Aceasta este o listă de jocuri video dungeon crawl roguelike:

## 0–9
- 7 Mages
- 10000000

## A
- Ancients 1: Death Watch
- Anvil of Dawn
- Arcana
- Arx Fatalis
- Ayakashi no Shiro

## B
- The Bard's Tale (1985)
- The Binding of Isaac (2011)[2][3][4]
- Bloodwych
- Boyfriend Dungeon
- Brány Skeldalu
- Brány Skeldalu 2: Pátý Učedník

## C
- Captive
- City of Brass
- Children of Morta (2019)
- Crawl
- Curse of the Dead Gods

## D
- Dandy Ace
- Darkest Dungeon (2017)
- Darksiders Genesis (2019)
- DarkSpyre
- Dead Cells (2018)
- Delver
- Diablo
- Diablo II
- Diablo III
- Digimon Adventure (2013)[5]
- Don’t Starve  (2013)[6]
- Downwell  (2018)[7]
- Dragon Buster
- Dragon Knight
- Dragon Knight II
- Dungeon Crawl Stone Soup
- Dungeon Hack
- Dungeon Scroll
- Dungeon!
- Dungeons of Aether
- Dungeons of Dredmor

## E
- Seria Etrian Odyssey (2007 - 2018)[8][9]

## F
- Fate
- Fate/Extra
- Fate: The Cursed King
- Fate: The Traitor Soul
- Fate: Undiscovered Realms
- From the Abyss
- FTL: Faster Than Light (2012)

## G
- Gauntlet Dark Legacy
- Gauntlet IV
- Gauntlet: Seven Sorrows
- Guild of Dungeoneering

## H
- Hades
- Hired Guns

## I
- The Immortal
- Into the Breach (2018)[10][11]
- Izuna 2: The Unemployed Ninja Returns
- Izuna: Legend of the Unemployed Ninja

## K
- The Keep
- Knightmare (1991)[12]
- Kowloon High-School Chronicle
- Kurokishi no Kamen

## L
- Labyrinth of Refrain: Coven of Dusk
- Lady Sword
- Last Epoch (2019)[13]
- The Legacy: Realm of Terror
- Legasista
- The Legend of Zelda (1986)[14]
- Legions of the Undead
- Liberation: Captive 2
- Lightning Warrior Raidy II: Temple of Desire
- Lords of Xulima

## M
- Makai Ichiban Kan
- Mary Skelter: Nightmares
- Mazes of Fate
- MeiQ: Labyrinth of Death
- Mind Zero
- Minecraft Dungeons (2020)
- Moe Chronicle
- Moero Crystal
- Moonlighter (2018)
- Mysterium

## N
- Necropolis
- Neon Abyss
- Next Up Hero
- Nobody Saves the World

## O
- Omega Labyrinth

## P
- Pineapple Smash Crew
- Seria Pokémon Mystery Dungeon
  - Pokémon Mystery Dungeon: Gates to Infinity
  - Pokémon Mystery Dungeon: Rescue Team DX
  - Pokémon Super Mystery Dungeon
- Prokletí Eridenu

## R
- Rec Room
- The Return of Medusa
- Rogue
- Rogue Lords - Blood Moon (2021)
- Roguebook (2019)[15]
- Rune Factory Frontier
- Runestone Keeper

## S
- Seal of the Pharaoh
- Shining in the Darkness
- Slay The Spire (2017)[16]
- Spelunky (2008)[17]
- Spelunky 2 (2020)[18]
- Stone of Sisyphys
- Super Dungeon Bros
- Swords and Sorcery[19]

## T
- Telengard (1982)[20]
- Temple of Apshai
- Torchlight 2 (2012)
- Tunnels of Doom (1982)
- ToeJam & Earl

## U
- Ultima Underworld II: Labyrinth of Worlds
- Ultima Underworld: The Stygian Abyss
- Unchained Blades
- UnderMine (2019)
- Underworld Ascendant

## V
- Volcanic Dungeon

## W
- Waxworks (1992)
- The Wrath of Magra

## X
- Xak: The Tower of Gazzel

## Z
- Ziggurat (2014)